# 脱穀場
『脱穀場』（だっこくじょう、伊: La era, 英: The Threshing Ground）あるいは『夏』（なつ、伊: El Verano, 英: Summer）は、スペインのロマン主義の巨匠フランシスコ・デ・ゴヤが1786年に制作した風俗画である。油彩。夏の離宮として使用されたエル・パルド王宮を装飾するタペストリーのカルトン（原寸大原画）のうち、1786年から1787年にかけて制作された《四季》連作と呼ばれるカルトンの1つ。正式な作品として制作されたわけではないものの、現存するゴヤのキャンバス画の中で最大のサイズを誇る。現在はマドリードのプラド美術館に所蔵されている。また油彩による小さな準備習作がラサロ・ガルディアーノ美術館に所蔵されている。

## 制作経緯
ゴヤは18世紀後半から19世紀初頭にかけて最も重要なスペインの芸術家の1人として認められただけでなく、スペイン君主制の王室工房とも深く関わった。1774年以降、ゴヤは4代にわたる国王の統治期間を含む生涯を通じてこの環境で働いた。アントン・ラファエル・メングスからサンタ・バルバラ王立タペストリー工場の下絵を描くよう依頼されたのち、国王カルロス3世の依頼で63点の大きな下絵を制作した。これらのカルトンのうち12点がゴヤによるタペストリーのカルトンの第5期連作としてグループ化された。本作品はこの連作に含まれている。ゴヤは友人の商人マルティン・サパテールに宛てた1786年9月12日付の手紙で、第5期連作をアストゥリアス公夫妻（後のカルロス4世とマリア・ルイサ・デ・パルマ）のエル・パルド宮殿の食堂のために制作していると述べている。しかし《四季》連作のサイズはいずれも王太子夫妻の食堂とはほとんど適合せず、そもそもこの部屋にはゴヤが1776年から1777年にかけて制作した2期連作に基づくタペストリーが設置されていた。そのため実際にはカルロス3世の会談の間を装飾するためであったと考えられている。カルトンのうち現存するのは12点で、ゴヤは本作品および『花売り娘、あるいは春』（Las floreras o La Primavera）、『ブドウ摘み、あるいは秋』（La vendimia o El Otoño）、『吹雪、あるいは冬』（La nevada o El Invierno）、『マスティフを連れた子供たち』（Niños con perros de presa）、『猫の喧嘩』（Riña de gatos）、『木の枝にとまったカササギ』（La marica en un árbol）、『噴水のそばの貧しい人々』（Los pobres en la fuente）、『傷を負った石工』（El albañil herido）、『泉のそばの狩人』（Cazador al lado de una fuente）、『ダルザイナを演奏する羊飼い』（Pastor tocando la dulzaina）、『雄羊に乗った少年』（El niño del carnero）を制作した。本作品は1786年の秋に描かれた。

## 作品
ゴヤは小麦を収穫する人々が休息する瞬間を描いている。画面中央では男たちが麦束の上に座って楽しく談笑し、あるいは幼子の世話をしている。子供たちは荷車に積まれた麦束の山に登って遊んでおり、その下では子供の振り上げた鋭い農具に親が動揺している。さらに別の若者は麦束の上でぐっすり眠っており、また2頭の馬が主人とともに休息している。画面右には重労働を続ける人がいる。彼が行っているのは脱穀の準備であり、嵐が起こる前にすませてしまおうと急いでいる。一方で画面左では仲間の持っているコップに酒を注ぎ、酔わせようとする農民たちがいる。酒を入れた革袋はすでに空になり、男も酔っ払っている。彼らの近くには脱穀に用いる大きな石製の道具が置かれている。
ゴヤは夏の伝統的なシンボルである麦の穂を冠したローマ神話の女神ケレスを避けているにもかかわらず、第5期連作の中で最も大きなタペストリーのカルトンで、夏の季節を表現するために、人気のシンボルを依然として利用することができた。ゴヤは他に類を見ない夏の表現を追求し、収穫したばかりの山のように積まれた小麦の束の横や上に座り、夏の暑さから逃れる収穫者たちのシーンを考案した。酔っぱらった人物の服装や姿勢により、ゴヤが「村で有名な馬鹿者」を描こうとしていたと考えられる。さらに、画家は麦束の山の上で寝そべってくつろいでいる男性たちの描写を加えることで、スペイン文化で正午ごろに取る昼寝休憩として有名な、シエスタの時間の感覚を示唆している。
ゴヤはメングスから学んだピラミッド型の構図を用いて画面中央の人々を描いており、麦束の山で遊んでいる子供たちは完璧なピラミッド型の構図の頂点を形成している。画面が横に長いことを考えると、ゴヤがピラミッド型の構図を上手く活用していることは注目に値する。画面左の背景に描かれた城は画面右の麦束の山と拮抗する重さとして機能し、画面に安定感を与え、空間を区切っている。

## 解釈

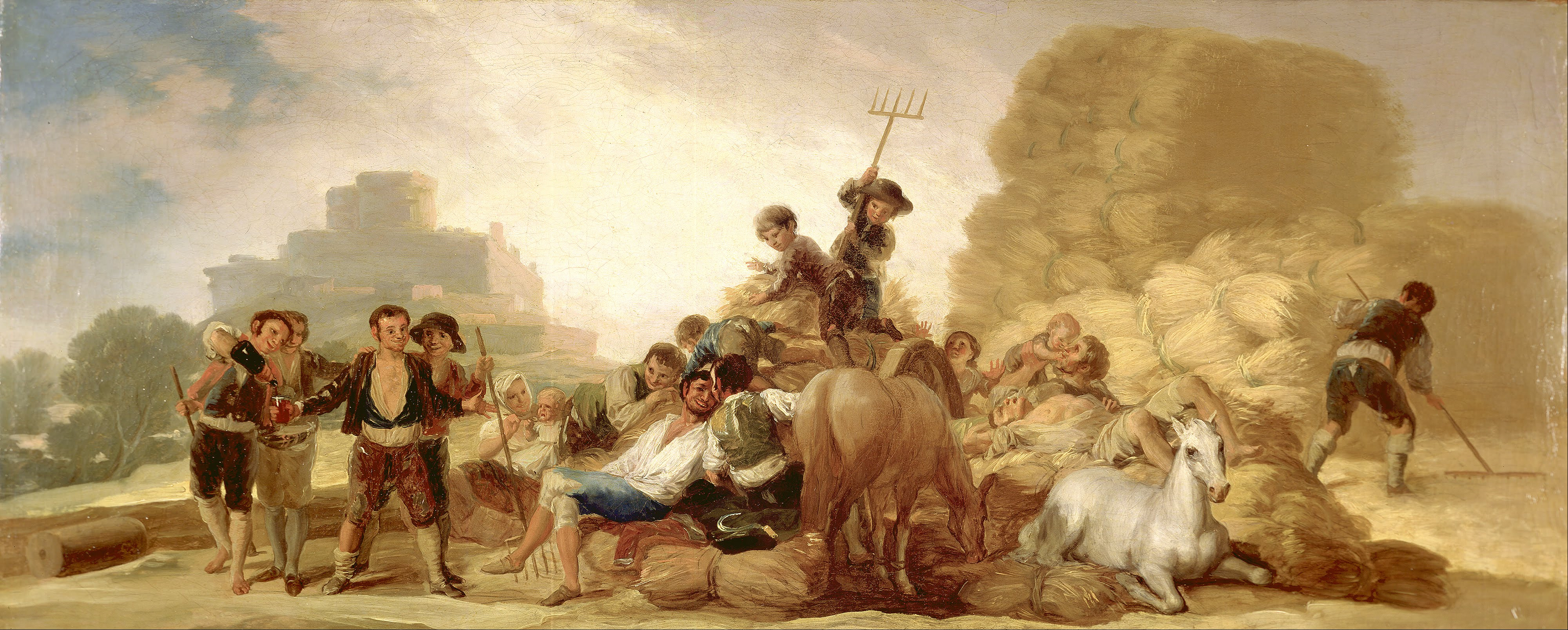
準備習作。ラサロ・ガルディアーノ美術館所蔵。

ロマン主義の芸術様式は研究者たちがしばしば議論を交わしているものの1つだが、多くの人はその様式自体がその時代の文化を反映した一定の期間に結びついていると考えている。しかし、他の人々は人類全体に浸透した態度あるいは感情の包括的な時代を超越した描写としてそれを捉えている。ダーク・ロマン主義は全体としての芸術様式に対する直接の下位ジャンルである。芸術家と学者の議論により、ダーク・ロマン主義は視覚芸術の一般的な重要なジャンルであると決定された。ゴヤの作品はこのジャンルに関して対照的な見解がある。多くの研究者はゴヤの初期作品を明るく牧歌的であり、鑑賞者に祝祭と静けさの感覚を浸透させる幸福のテーマがあると見なしている。1792年、ゴヤは重病にかかり、多くの人はこれを彼の芸術に変化をもたらした原因と見なしているが、反対する意見もある。というのは、ゴヤの初期作品には彼の芸術表現の全体像を見なければ気づかない、暗いテーマの暗示が見られるからである。この時期の多くの作品はゴヤがダーク・ロマン主義的な作風に転換したことを言及している。このテーマの転換は第5期連作の《四季》のデザインに明確に見ることができる。タペストリーという媒体の中で、ゴヤはダーク・ロマン主義の様式を与え、批判的で風刺的なメッセージを推し進めた。ゴヤのカルトンやタペストリーの多くは、典型的な様式の現状に反しているため、学術的な議論では無視されている。2012年に「ダーク・ロマン主義：ゴヤからマックス・エルンストまで」（Dark Romanticism: From Goya to Max Ernst）展が開催されたとき、展示作品とゴヤの芸術の間には明確な関係があった。ゴヤがダーク・ロマン主義の側面を徐々に取り入れたことは、芸術様式と芸術家との直接的な関わりを証明している。

## 来歴
翌1788年12月にカルロス3世が死去したのち、カルロス4世はエル・パルド王宮から離れたため、制作されたタペストリーは王宮内の本来の場所に飾られることはなかった。サンタ・バルバラ王立タペストリー工場で保管されていたであろうカルトンは、おそらく1856年から1857年にオリエンテ宮殿の地下室に移された。カルトンは1869年まで紛失したと考えられていたが、美術史家グレゴリオ・クルサダ・ビジャミルによって王宮の地下室で発見され、1870年1月18日と2月9日の王命によりプラド美術館に収蔵された。現在は943号室で展示されている。

## ギャラリー
他の《四季》連作のカルトン
現在『雄羊に乗った少年』のみシカゴ美術館に所蔵されている。

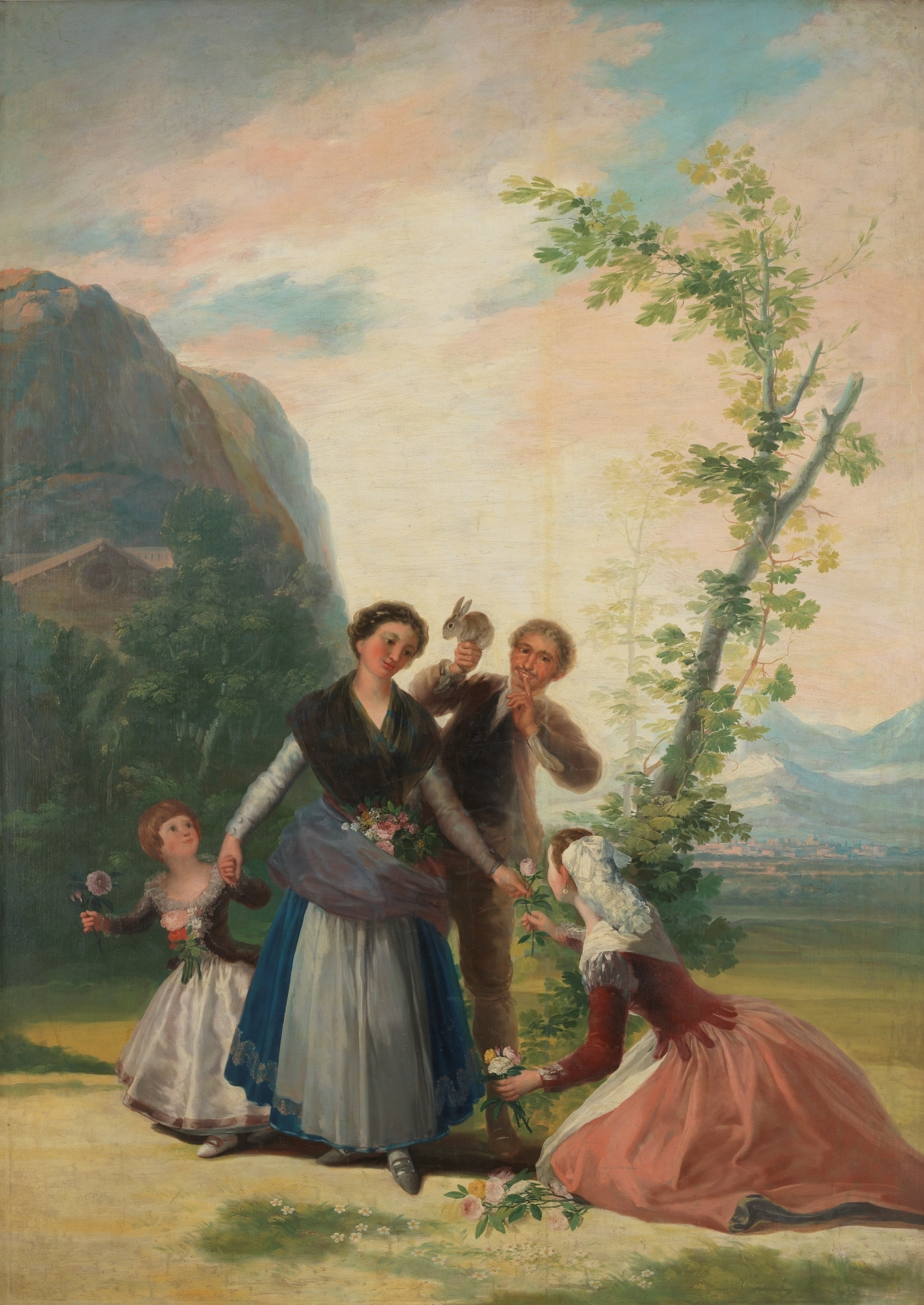
『花売り娘、あるいは春』1786年
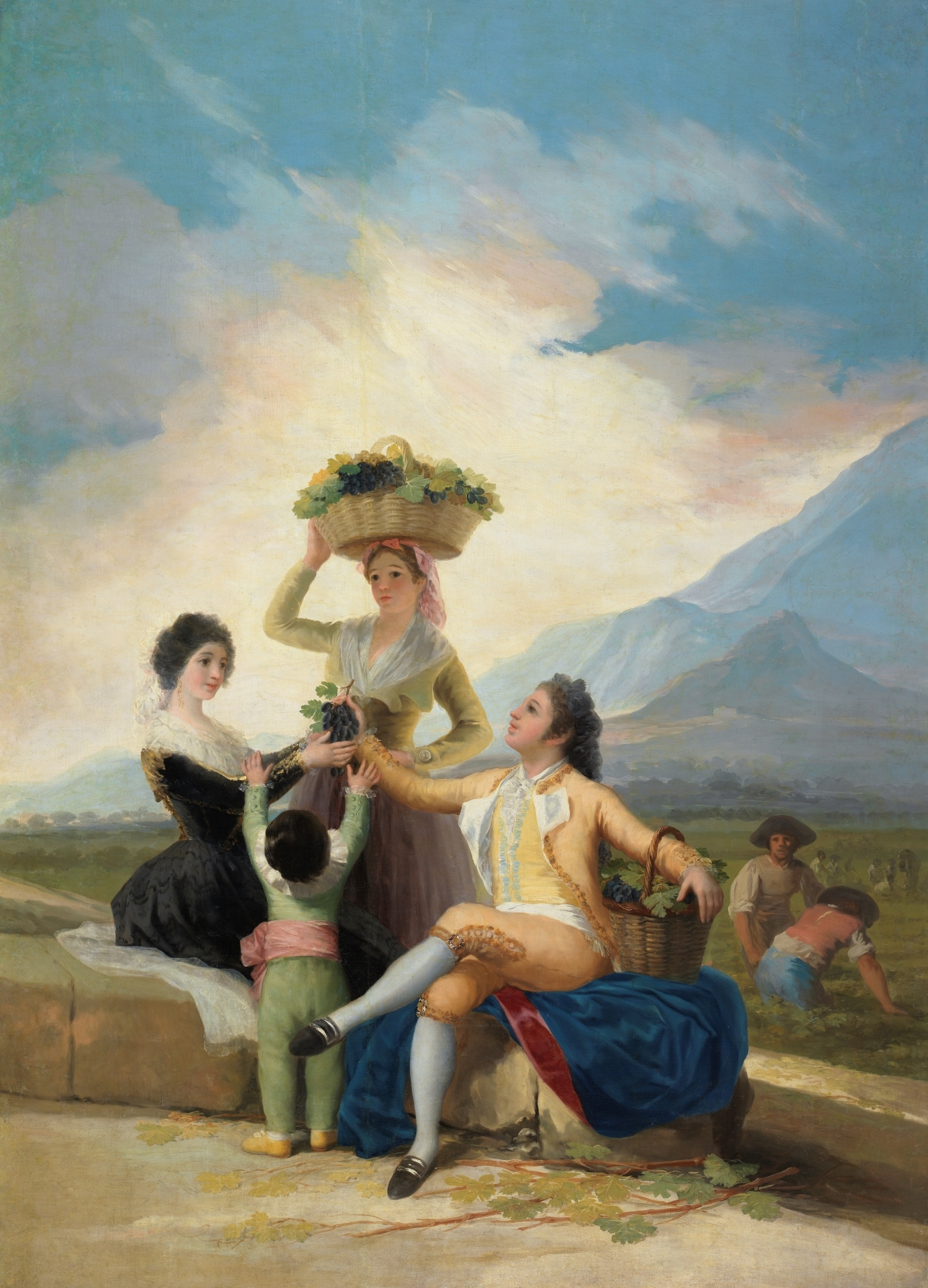
『ブドウ摘み、あるいは秋』1786年
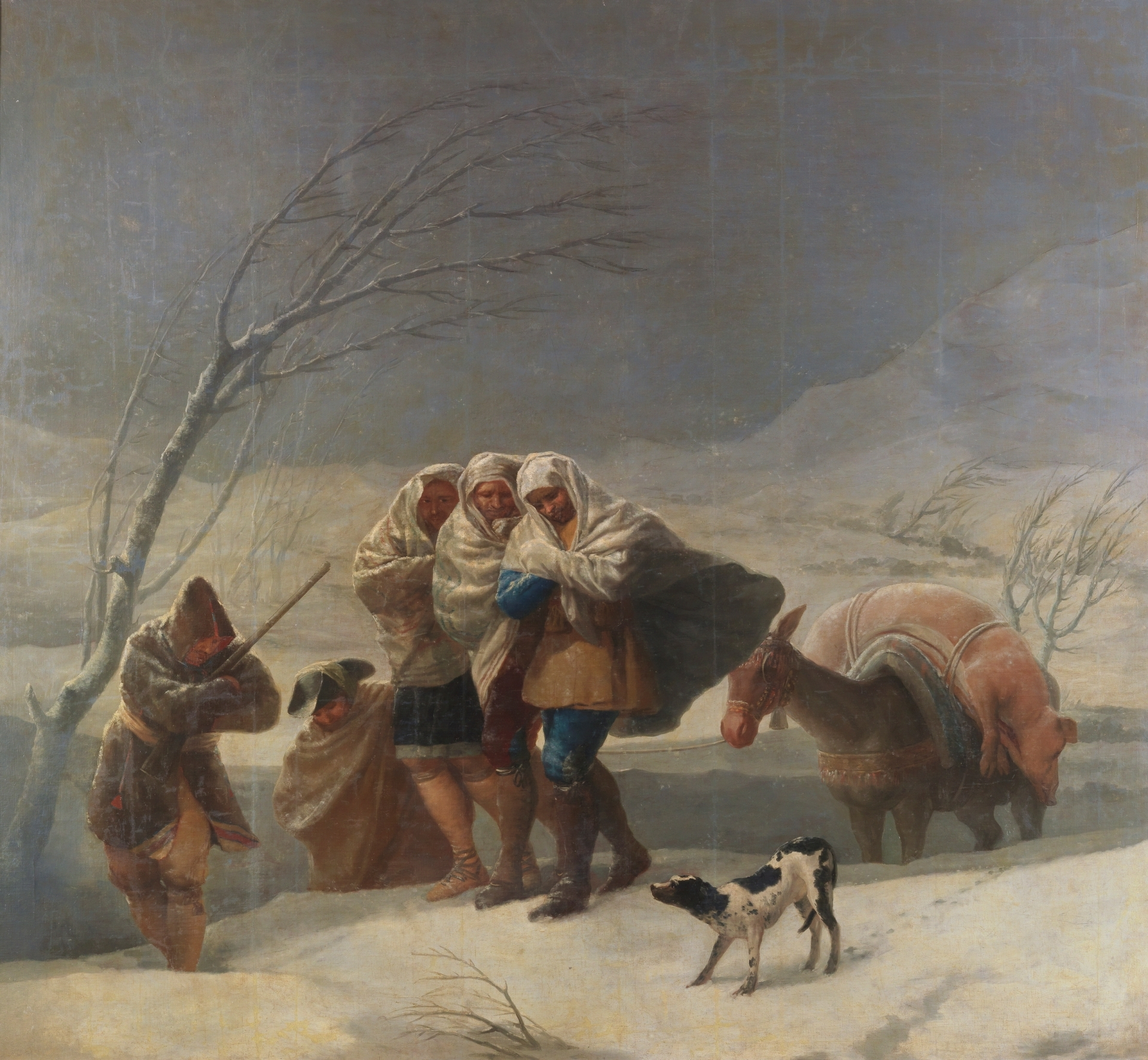
『吹雪、あるいは冬』1786年
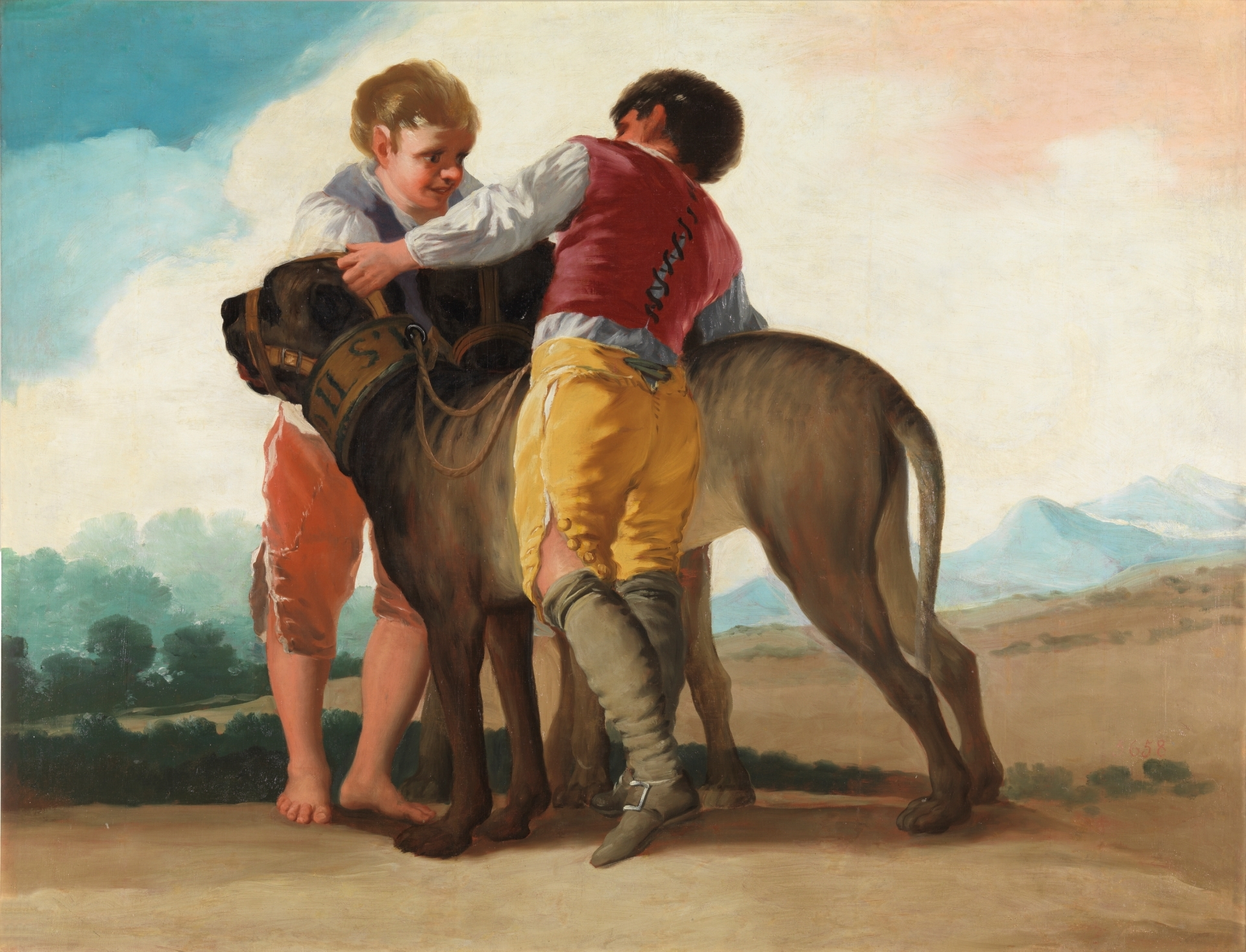
『マスティフを連れた子供たち』1786年
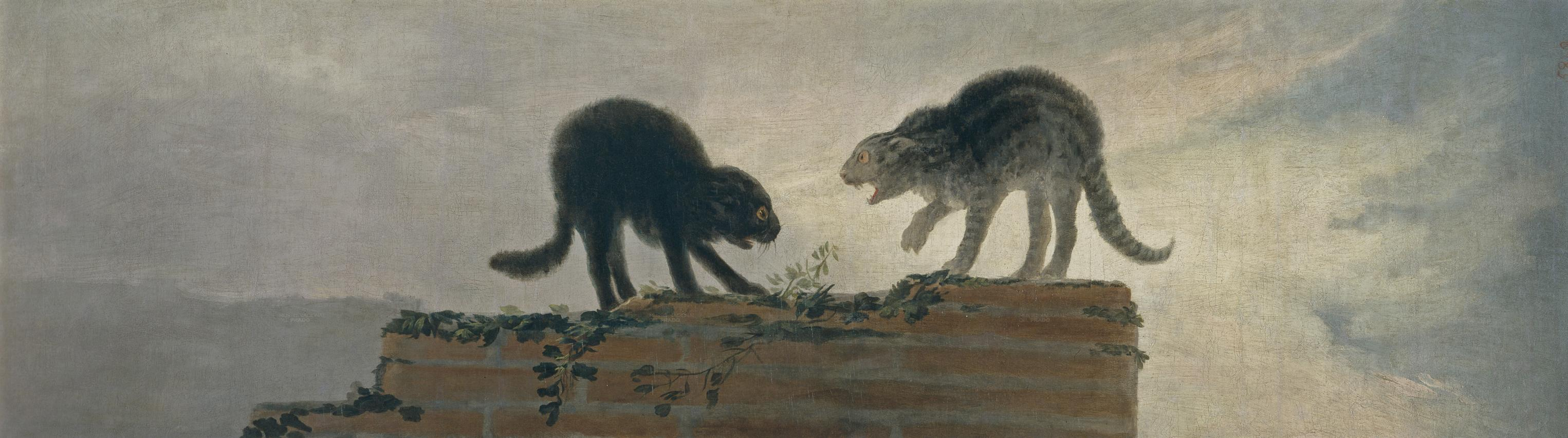
『猫の喧嘩』1786年
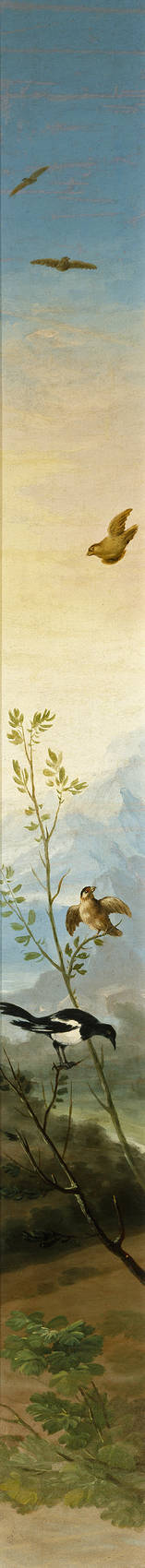
『木の枝にとまったカササギ』1786年
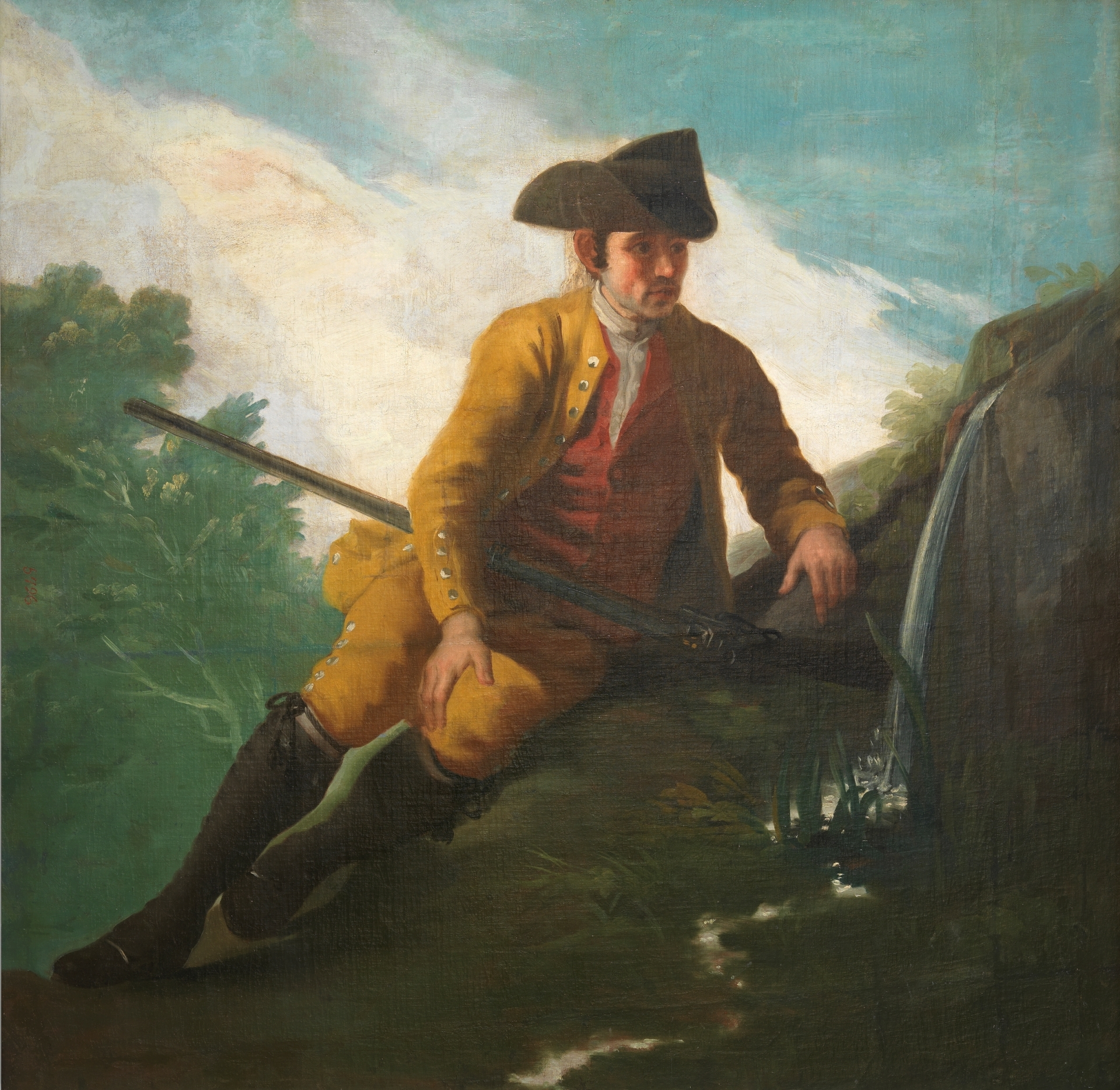
『泉のそばの狩人』1786年-1787年
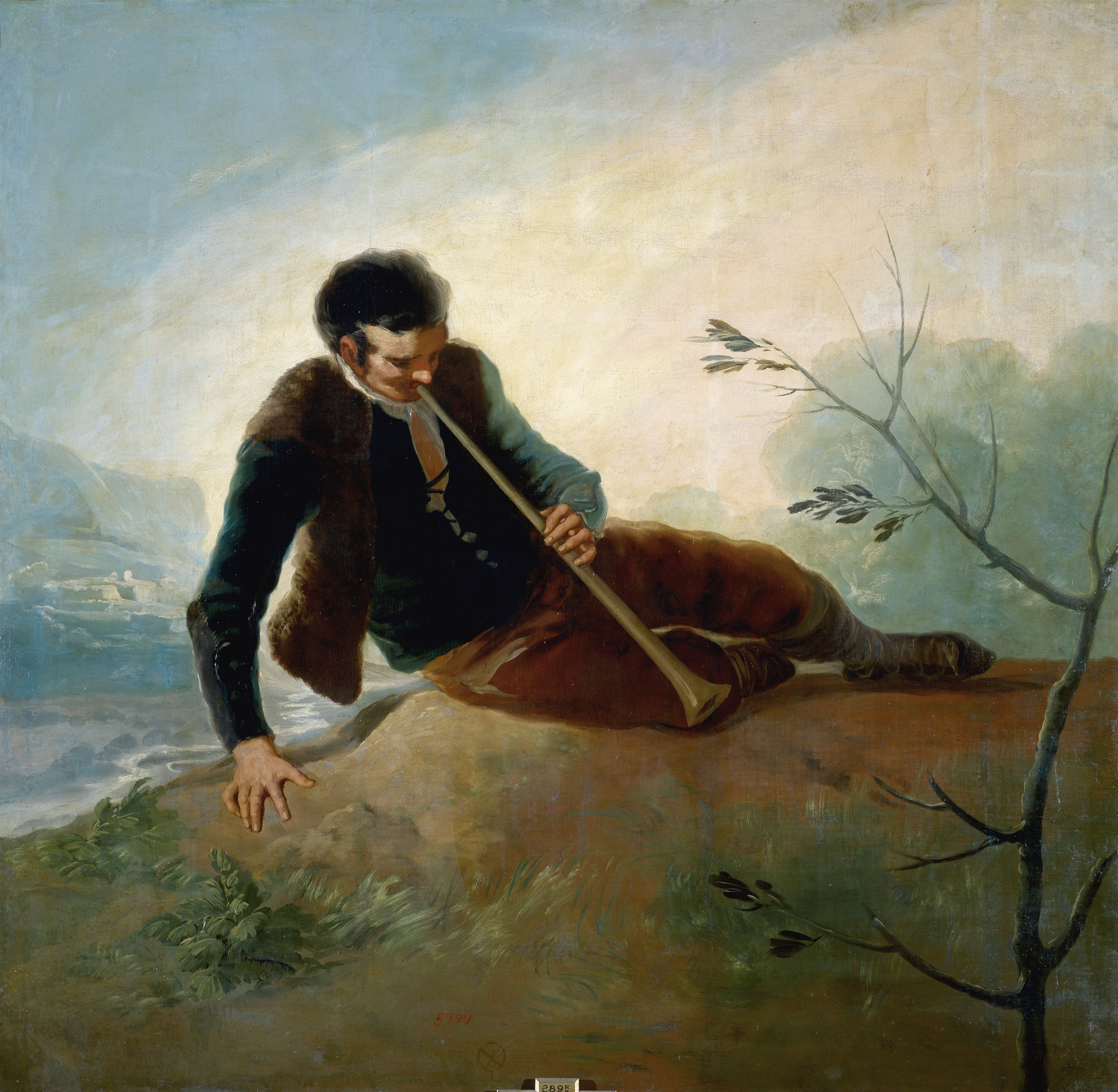
『ダルザイナを演奏する羊飼い』1786年-1787年
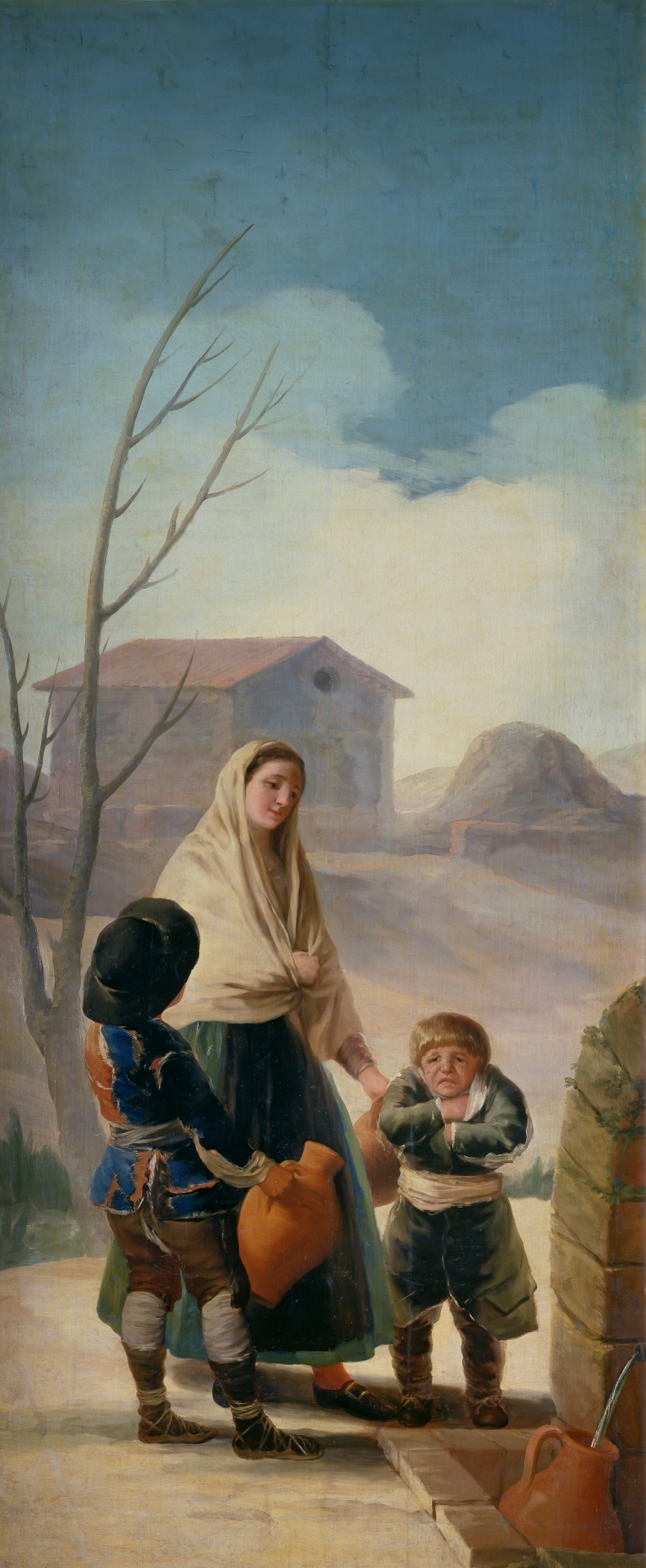
『噴水のそばの貧しい人々』1786年-1787年
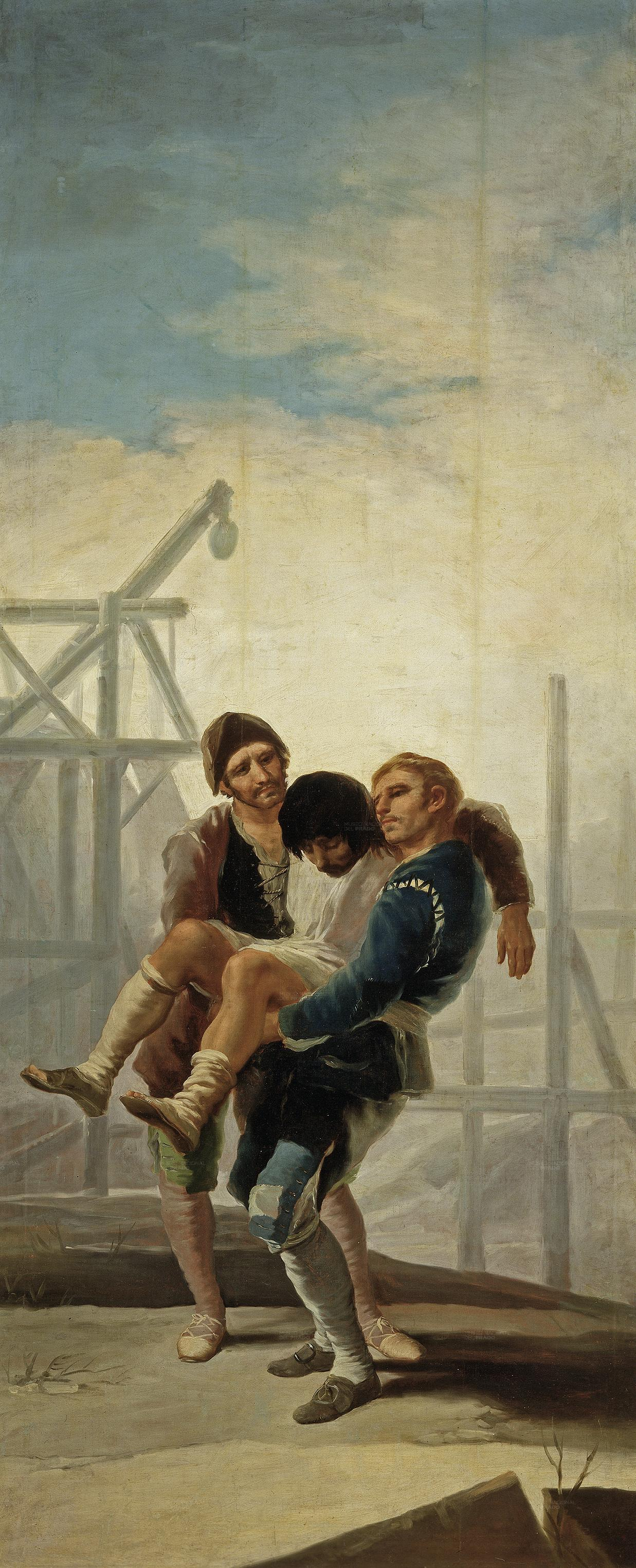
『傷を負った石工』1786年-1787年
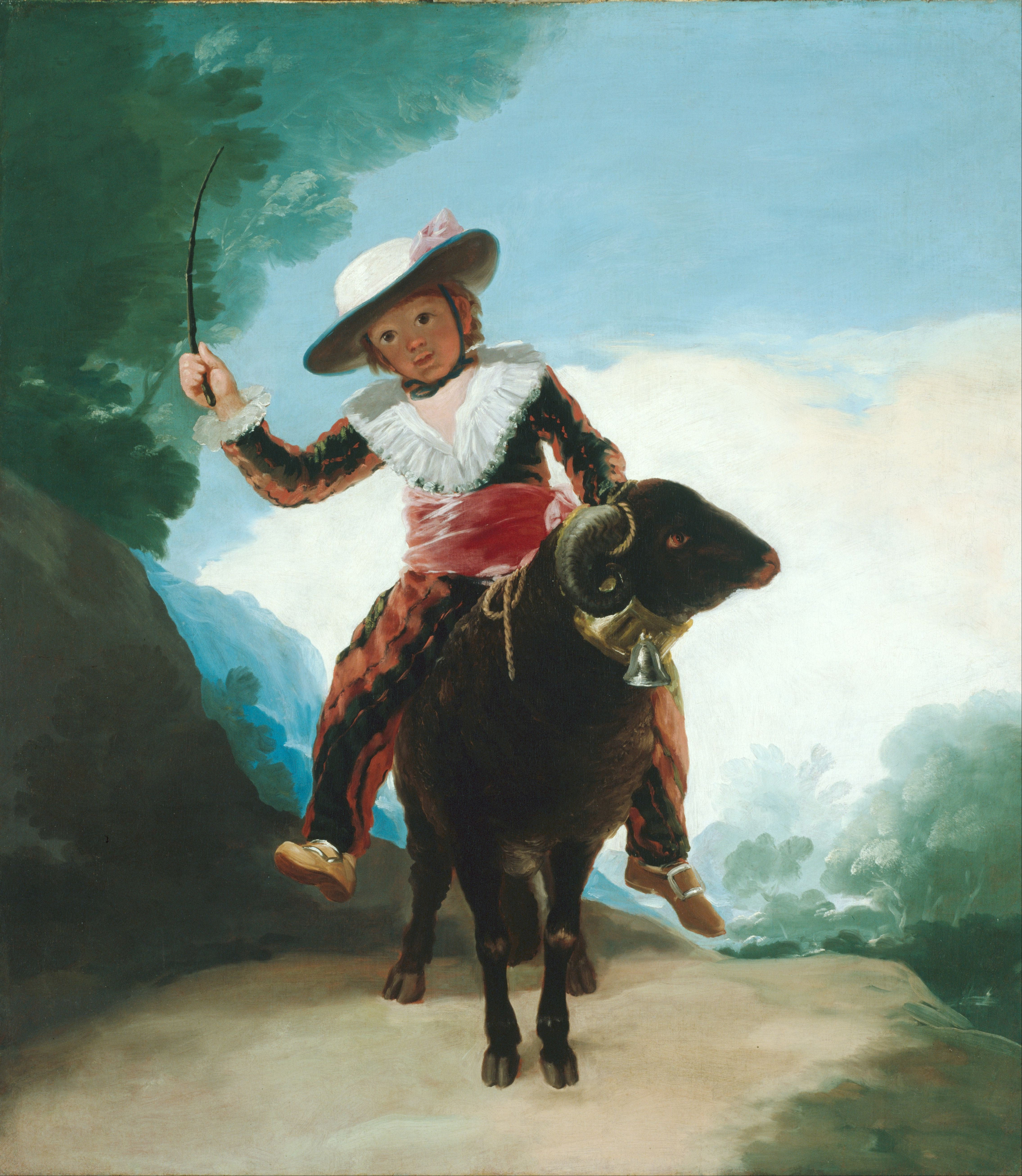
『雄羊に乗った少年』1786年-1787年 シカゴ美術館所蔵